# Paweł Lelonek
Paweł Lelonek (ur. 21 marca 1896 w Szopienicach, zm. w lipcu 1951) – polski działacz i urzędnik samorządowy, wojskowy, uczestnik I wojny światowej i powstań śląskich. Naczelnik gminy Brzozowice-Kamień i burmistrz Leśnicy, w latach 1945–1948 prezydent Raciborza.

## Życiorys
Syn Marcina i Zuzanny, ukończył szkołę powszechną. Od maja 1916 do grudnia 1918 służył w Kaiserliche Marine, prawdopodobnie brał udział w bitwie jutlandzkiej na pokładzie SMS „Derfflinger”. W styczniu 1919 został członkiem Polskiej Organizacji Wojskowej Górnego Śląska, uczestniczył w trzech powstaniach śląskich w randze podporucznika. W wojsku doszedł do stopnia oficerskiego i stanowiska instruktora przysposobienia wojskowego na powiat lubliniecki, Katowice i Rudę, w 1924 lub 1925 przeniesiony do rezerwy. Podjął później pracę jako urzędnik prawdopodobnie w Niedzicy koło Tarnowskich Gór. W 1932 został kierownikiem wydziału powiatowej opieki społecznej w Lipinach Śląskich. Później zajmował stanowiska naczelnika gminy jednostkowej Brzozowice-Kamień i urzędnika gminy Lipiny Śląskie. Należał do Polskiej Partii Socjalistycznej. Podczas II wojny światowej ukrywał się w Tenczynku pod fałszywym nazwiskiem Franciszek Pyrzanowski.
Po wojnie działał w Polskiej Partii Socjalistycznej (lubelskiej), sprzeciwiał się połączeniu z Polską Partią Robotniczą. W styczniu 1945 został burmistrzem Leśnicy. 9 maja 1945 przybył do Raciborza wraz z grupą operacyjną, mającą za zadanie przejąć władzę od okupacyjnych wojsk radzieckich (formalnie Armia Czerwona otrzymała rozkaz przekazania miasta Polakom 12 maja). Paweł Lelonek został prezydentem miasta, zajmując się odbudową infrastruktury i zakładów pracy oraz odtworzeniem zarządu miejskiego. Stanowisko zajmował do listopada 1948, kiedy został odwołany i umieszczony w więzieniu w Katowicach pod zarzutem niegospodarności. W kolejnym roku dzięki staraniom rodziny wyszedł na wolność, nie powrócił do pracy w samorządzie. Kierował powiatowym oddziałem Związku Weteranów Powstań Śląskich.
Był żonaty ze Stanisławą, mieli synów Godzisława i Tadeusza. Zmarł w lipcu 1951.

## Odznaczenia i wyróżnienia
Odznaczony m.in. Krzyżem Walecznych (czterokrotnie), Krzyżem na Śląskiej Wstędze Waleczności i Zasługi, Srebrnym Krzyżem Zasługi i Medalem Niepodległości.